# Whomp That Sucker
Whomp That Sucker è il decimo album in studio del gruppo musicale statunitense Sparks, pubblicato nel 1981.

## Tracce
Side 1
1. Tips for Teens – 3:33
2. Funny Face – 3:24
3. Where's My Girl – 3:14
4. Upstairs – 3:40
5. I Married a Martian – 5:12

Side 2
1. The Willys – 3:58
2. Don't Shoot Me – 3:56
3. Suzie Safety – 3:57
4. That's Not Nastassia – 4:57
5. Wacky Women – 2:47